# Imaginário (folclore)
O imaginário é uma espécie de adivinho das tradições portuguesas.
«O povo chama imaginários a homens, geralmente lavradores velhos, fortes em prognósticos de lavoura, que se deitam a adivinhar o futuro, e lêem sinas (buena dicha)».